# Duello madre (Richard Benson)
Duello madre è la prima raccolta del chitarrista italiano Richard Benson, pubblicata il 24 febbraio 2016 dalla iMusician Digital.

## Descrizione
Contiene quattro brani originariamente inseriti nell'album d'esordio Madre tortura del 1999, più Exotic Escape, tratto dall'album collettivo Metal Attack del 1987, e Non dite a mia madre che ho paura, mai pubblicato in precedenza. La copertina ritrae l'artista uscire da un ascensore con il suo iconico "bastone infernale": un bastone animato da autodifesa molto probabilmente comprato in un negozio ma che l'artista affermava di aver fatto realizzare da un gruppo di giovani artigiani.

## Tracce
Testi e musiche di Richard Benson.
1. Exotic Escape – 3:40
2. Madre tortura – 9:33
3. Adagio in re – 3:09
4. C'è ancora un colore nella notte – 5:36
5. Gerarchie infernali – 2:58
6. Non dite a mia madre che ho paura – 5:26